# Thörnich

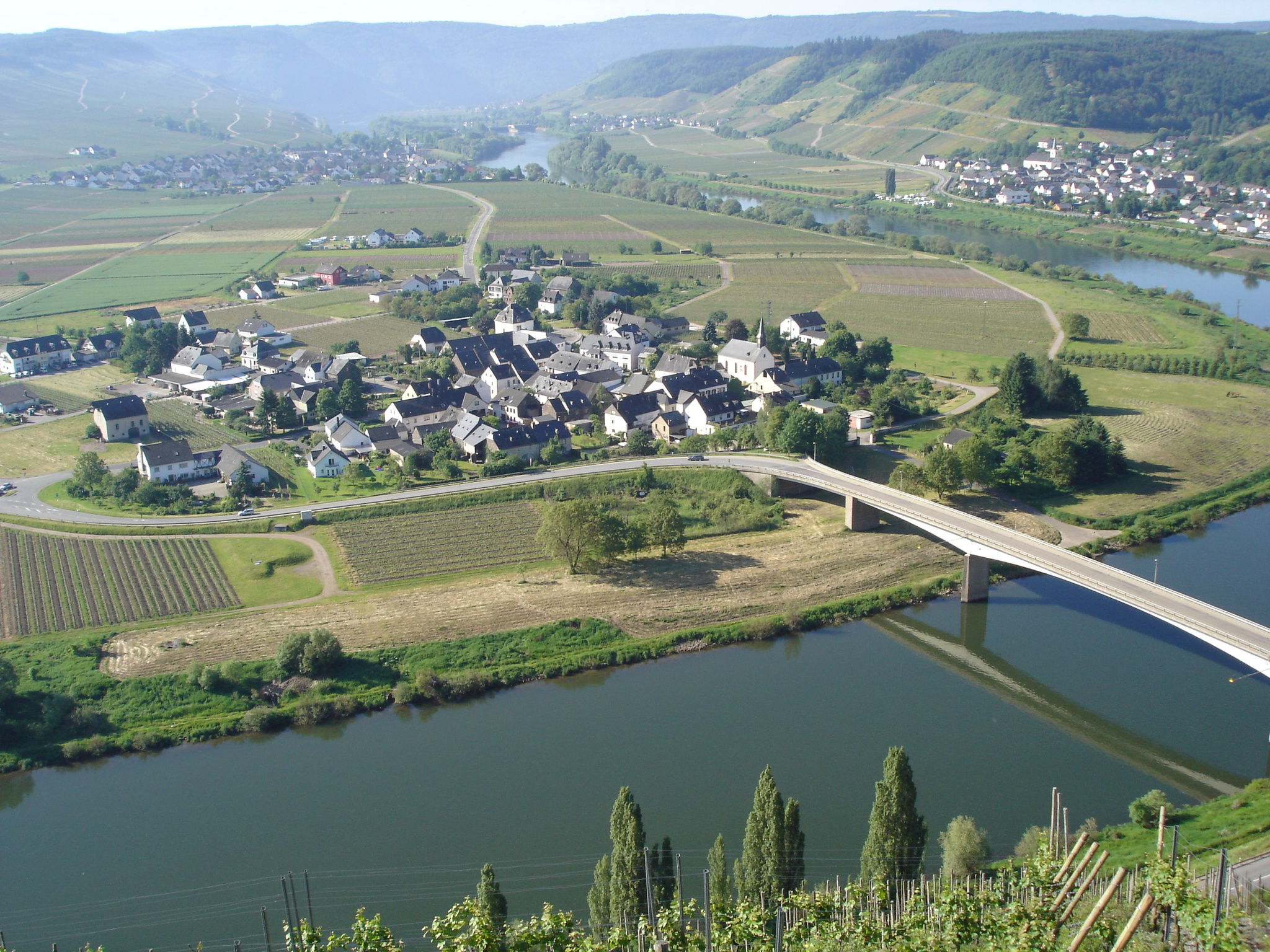
Die Moselschleife

Thörnich ist eine Ortsgemeinde im Landkreis Trier-Saarburg in Rheinland-Pfalz. Sie gehört der Verbandsgemeinde Schweich an der Römischen Weinstraße an.

## Geographische Lage
Thörnich befindet sich etwa zehn Kilometer östlich von Schweich in einer Moselschleife. Das Ortsgebiet erstreckt sich beiderseits der Mosel und umfasst im südwestlichen Bereich die Ortsbebauung und am gegenüberliegenden Moselufer Weinberge. Der Ort wird tangiert von der Landesstraße 48, die hier über eine Brücke auf die Bundesstraße 53 führt.

## Bevölkerungsentwicklung
Die Entwicklung der Einwohnerzahl von Thörnich, die Werte von 1871 bis 1987 beruhen auf Volkszählungen:
| Jahr | Einwohner |
| 1815 | 151       |
| 1835 | 180       |
| 1871 | 194       |
| 1905 | 184       |
| 1939 | 201       |
| 1950 | 229       |

| Jahr | Einwohner |
| 1961 | 193       |
| 1970 | 170       |
| 1987 | 177       |
| 1997 | 172       |
| 2005 | 160       |
| 2023 | 216       |

## Politik

### Gemeinderat
Der Ortsgemeinderat in Thörnich besteht aus sechs Ratsmitgliedern, die bei der Kommunalwahl am 9. Juni 2024 in einer personalisierten Verhältniswahl gewählt wurden, und dem ehrenamtlichen Ortsbürgermeister als Vorsitzendem.
Die Sitzverteilung im Ortsgemeinderat:
| Wahl | WGL a             | WGR b             | WGB c             | WG1 d             | WG2 e             | Gesamt  |
| ---- | ----------------- | ----------------- | ----------------- | ----------------- | ----------------- | ------- |
| 2024 | 2                 | 2                 | 2                 | –                 | –                 | 6 Sitze |
| 2019 | –                 | 2                 | –                 | 2                 | 2                 | 6 Sitze |
| 2014 | per Mehrheitswahl | per Mehrheitswahl | per Mehrheitswahl | per Mehrheitswahl | per Mehrheitswahl | 6 Sitze |

### Ortsbürgermeister
Harald Rauen wurde am 4. Juli 2024 Ortsbürgermeister von Thörnich. Bei der Direktwahl am 9. Juni 2024 war er als einziger Bewerber mit einem Stimmenanteil von 77,5 % für fünf Jahre gewählt worden.
Sein Vorgänger Hans-Peter Brixius hatte das Amt 2004 von Manfred Linden übernommen und kandidierte nach drei Wiederwahlen bei der Wahl 2024 nicht erneut.

### Wappen
| Wappen von Thörnich | Blasonierung: „Das Wappen ist geteilt und in der oberen Hälfte gespalten. Rechts oben in Blau eine goldene Mitra mit goldenem Nimbus, dahinter ein schräg links liegender goldener Krummstab. Oben links in Gold über einem grünen Dreiberg ein schwarzer Weinbergspfahl mit einem grünen herzförmig gebundenen Rebstock mit zehn Knospen. Unten in Silber eine blaue Brücke mit zwei Pfeilern.“ |
| Wappen von Thörnich | |

## Sehenswürdigkeiten
- Die 1789/90 erbaute katholische Pfarrkirche St. Maternus verfügt über zwei Steinaltäre vom Anfang des 18. Jahrhunderts. Die Ausstattung der Erbauungszeit ist weitestgehend erhalten.
- Ein altes, etwa 4 Meter hohes Schaftkreuz aus Rotsandstein mit der Jahreszahl 1615 befindet sich auf einem zum Sockel umgewidmeten römischen Kelterstein, zu finden an der Straße von Thörnich nach Köwerich.

Siehe auch: Liste der Kulturdenkmäler in Thörnich

## Wirtschaft
Der gesamte Ort befasst sich mit dem Weinbau und damit zusammenhängenden, auch touristischen Dienstleistungen.

## Veranstaltungen
Thörnich ist überregional für das Weinhöfefest am zweiten Septemberwochenende bekannt, welches von Freitag Abend bis Montag geht. Das Weinhöfefest wird von den Winzern in ihren Häusern ausgerichtet, die dort und in den Höfen ihre Weine und winzertypischen Speisen anbieten.
Freitags beginnt das Weinhöfefest abends auf dem Dorfplatz, wo der Startpunkt für die Erlebnisweinprobe in den Weingütern ist. Samstags und sonntags werden geführte Wanderungen in den Steilhängen von Thörnich angeboten und montags öffnen einige Weingüter und bieten einen Ausklang bei ihnen an.

## Weinlagen
- Thörnicher Ritsch. Als Konrad Adenauer 1955 nach Moskau reiste, um über die Freilassung deutscher Kriegsgefangener zu verhandeln, hatte er einige Flaschen dieser Weinlage im Gepäck, um seine Verhandlungspartner milde zu stimmen.
- Thörnicher Enggass
- Thörnicher Schießlay